# 斯洛博達 (科洛梅亞區)
48°27′30″N 24°49′2″E / 48.45833°N 24.81722°E
斯洛博達（烏克蘭語：Слобода），是烏克蘭的村落，位於該國西部伊萬諾-弗蘭科夫斯克州，由科洛梅亞區負責管轄，始建於1646年，面積22.26平方公里，2001年人口1,022。